# Osiedle Rataje

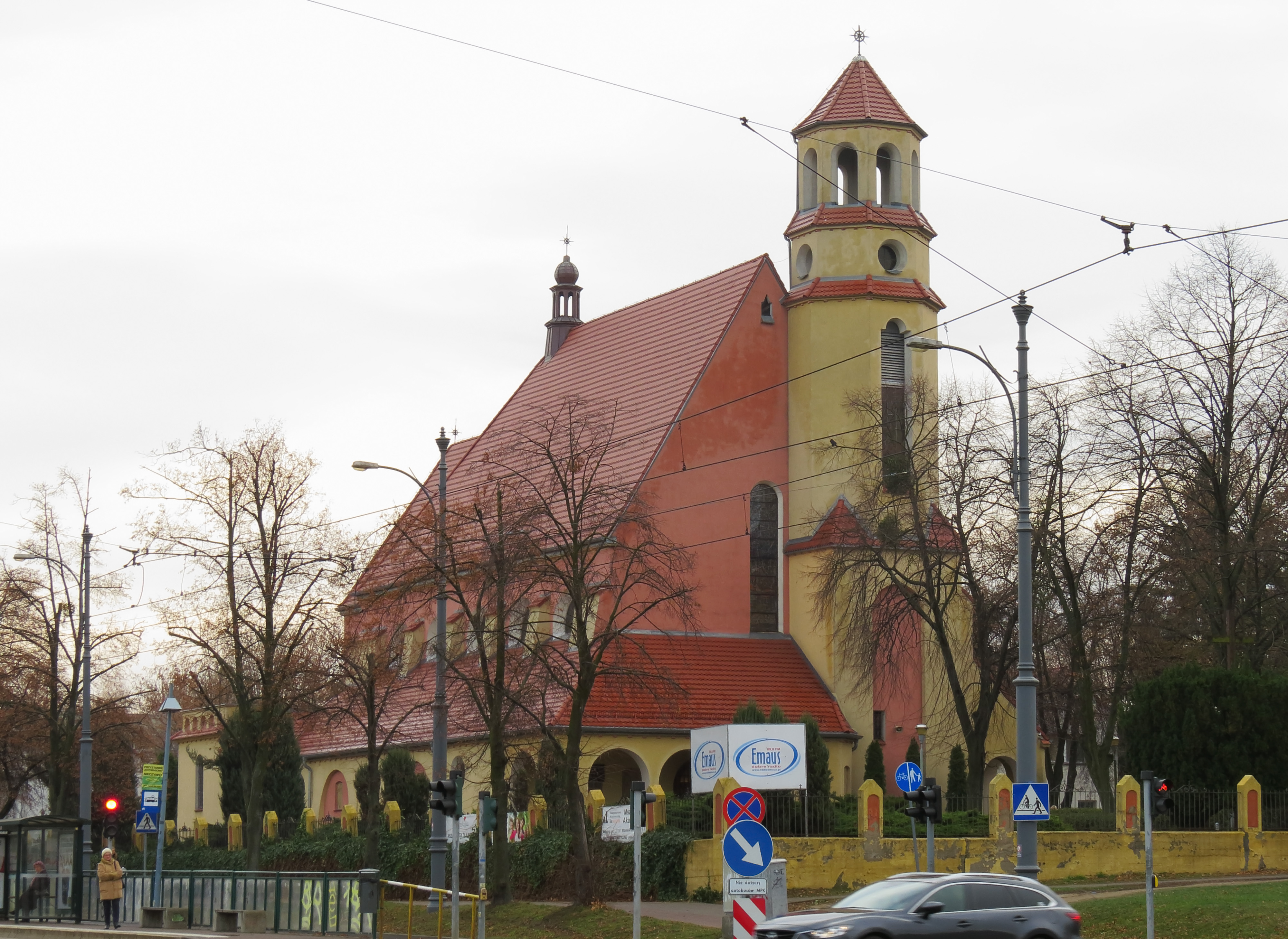
Kościół pw. św. Rocha (2018)

Osiedle Rataje – osiedle administracyjne Poznania (od 1 stycznia 2011 roku), obejmujące obszar we wschodniej części miasta.

## Położenie
Od zachodu granicę osiedla stanowi:rzeka Warta; od południa ul. Hetmańska (od mostu Przemysła I do ronda Żegrze); od wschodu: ulice Żegrze (od ronda Żegrze do skrzyżowania z Inflancką i Kurlandzką), Inflancka, Morzyczańska, Piłsudskiego; od północy Jezioro Maltańskie, ulice Jana Pawła II i Berdychowo.

## Podział
Podział w Systemie Informacji Miejskiej
Według Systemu Informacji Miejskiej Osiedle Rataje jest podzielone na cztery jednostki obszarowe:
- Rataje (częściowo)
  - Osiedle Armii Krajowej
  - Osiedle Bohaterów II Wojny Światowej
  - Osiedle Jagiellońskie
  - Osiedle Oświecenia
  - Osiedle Piastowskie
  - Osiedle Powstań Narodowych
  - Osiedle Rzeczypospolitej
- Święty Roch
- Łacina
- Malta (częściowo)

## Historia
W 1996 roku utworzono 2 jednostki pomocnicze miasta: Osiedle Rataje nad Wartą oraz Rataje Południowe. W 2001 roku utworzono kolejną jednostkę Osiedle Zielone Rataje.
1 stycznia 2011 roku połączono osiedla administracyjne Rataje nad Wartą, Rataje Południowe oraz Zielone Rataje w jedno Osiedle Rataje.

## Ważniejsze miejsca i obiekty
- Politechnika Poznańska
- Przystań kajakowa KS Enea Energetyk Poznań
- Centrum Badawcze Polskiego Internetu Optycznego
- Galeria Posnania, ul. Pleszewska 1[8]
- Dom Ciesielczyków, ul. Rataje
- Akademicki Klub Górski „Halny”
- Park Kurpińskiego
- Park Nad Wartą
  - Wielkoformatowa mapa sentymentalna osiedla Piastowskiego na miejscu dawnej plenerowej makiety Rataj
- Park na Osiedlu Oświecenia[9]
- Park na Osiedlu Armii Krajowej[10]
- Park Rataje i skansen Średzkiej Kolei Powiatowej
- Skwer Milana Kwiatkowskiego
- Pomnik stulecia Polskiego Związku Wędkarskiego
- Ratajska Telewizja Kablowa, os. Piastowskie 16
- Apartamentowiec Pelikan, os. Piastowskie 120
- Telewizja TVP 3 Poznań, ul. Serafitek 8
- Rozgłośnia Radia Afera, ul. św. Rocha 11a
- X Liceum Ogólnokształcące im. Przemysła II, os. Rzeczypospolitej 111
- XIV Liceum Ogólnokształcące im. Kazimierz Wielkiego, os. Piastowskie 106[11]
- Zespół Szkół Samochodowych, ul. Zamenhofa 142
- Dworzec autobusowy Rataje
- Kościół Nawiedzenia Najświętszej Maryi Panny, os. Bohaterów II Wojny Światowej 88
- Kościół Nawrócenia św. Pawła, os. Piastowskie 79
- Kościół św. Rocha, ul. św. Rocha 10
- Wiatrak holenderski przy ulicy Milczańskiej, ul. Milczańska 2

## Ważniejsze ulice
- Rondo Rataje
- Rondo Starołęka

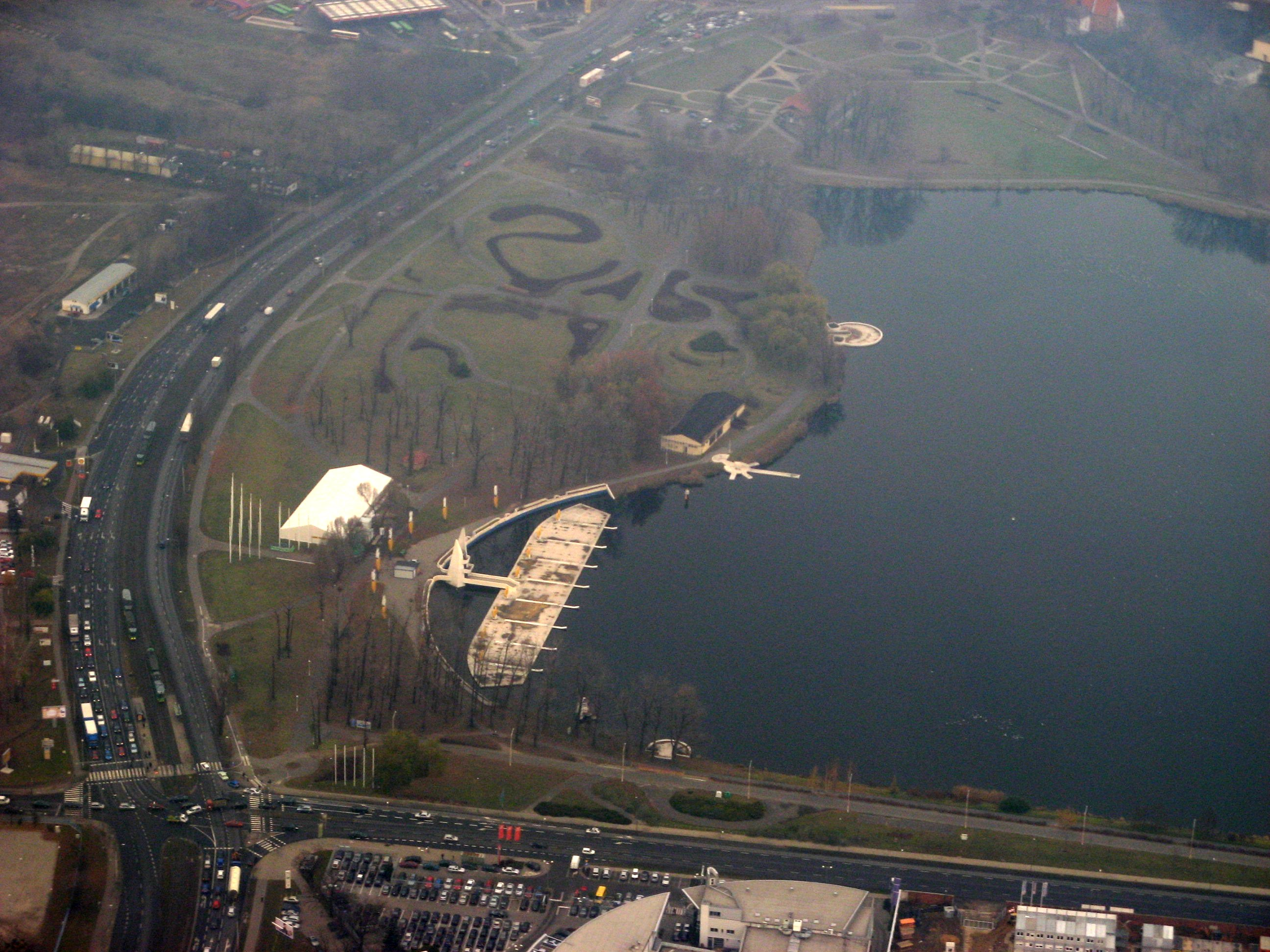
Ulica Jana Pawła II przy skrzyżowaniu z ulicą abp Baraniaka, w pobliżu granicy osiedla Rataje z osiedlem Ostrów Tumski-Śródka-Zawady-Komandoria, po prawej stronie Jezioro Maltańskie (2007)

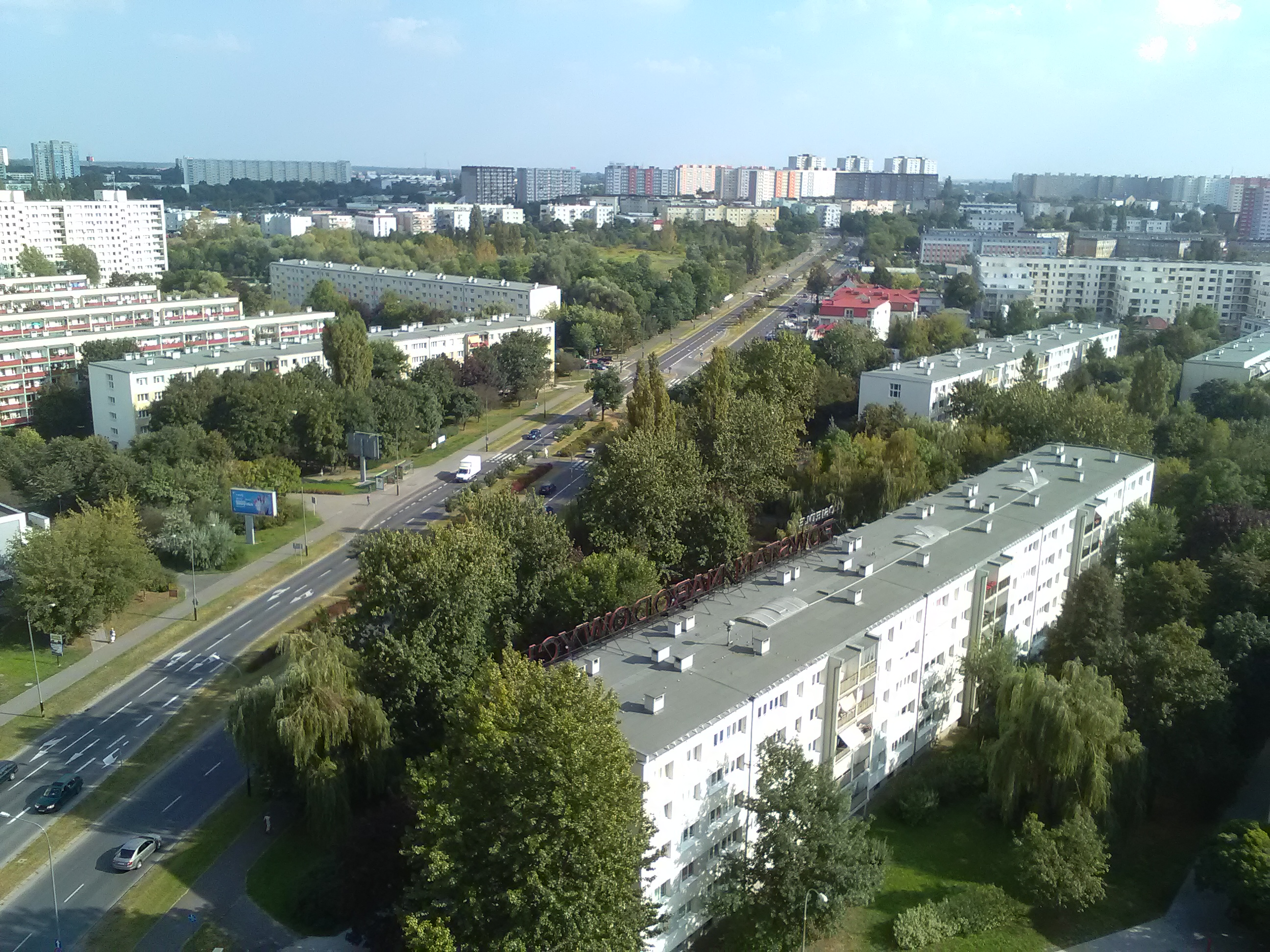
Ulica Piłsudskiego (2016)

- Ulica arcybiskupa Antoniego Baraniaka
- Ulica Berdychowo
- Ulica Hetmańska
- Ulica Inflancka
- Ulica Katowicka
- Ulica Kórnicka
- Ulica Krucza
- Ulica Bolesława Krzywoustego
- Ulica Orla
- Ulica Pawia
- Ulica Jana Pawła II
- Ulica Józefa Piłsudskiego
- Ulica Piotrowo
- Ulica Polanka
- Ulica św. Rocha
- Ulica Serafitek
- Ulica Wyzwolenia
- Ulica Ludwika Zamenhofa

## Siedziba Rady Osiedla
Adres rady osiedla
Osiedle Powstań Narodowych 46, 61- 216 Poznań.

## Komunikacja

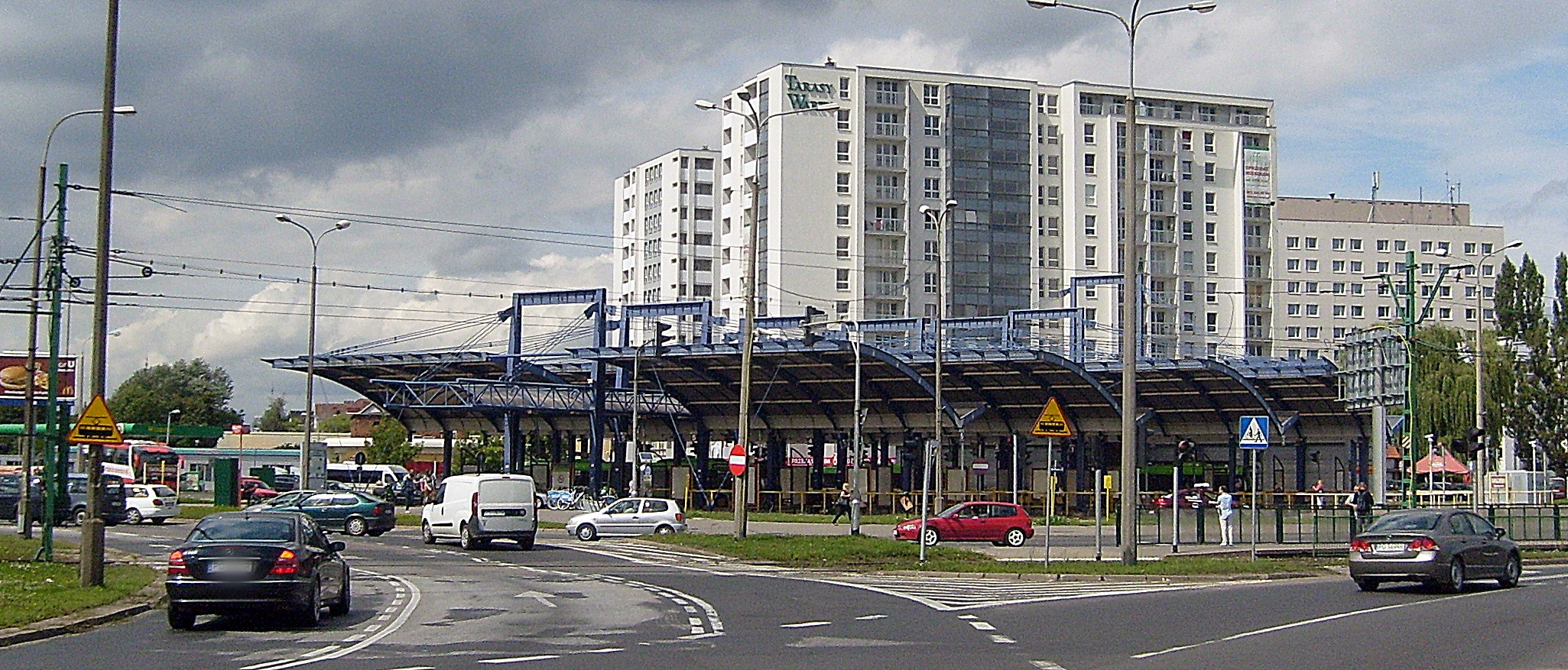
Dworzec autobusowy Rataje (2012)

Osiedle obsługują tramwaje linii dziennych 1, 3, 6, 7, 12, 13, 16, 17, 18, linii nocnych 201, 202 i autobusy MPK Poznań i KPA Kombus oraz Zakładu Komunalnego Kleszczewo linii 152, 162, 166, 181, 184, 196, 431, 432, 501, 512, 560 oraz linie nocne 212, 218, 220, 221 i 222 oraz 227.